# 小笠原一家
二代目小笠原一家位於北海道釧路市本部的設置，日本的黑社會指定暴力團之一・六代目山口組的3次團體，上部團體二代目弘道會。
小笠原茂巳原為梅家阿部一家（梅家阿部連合會）3代目的親分成員，在弘道會高山清司的介紹之下，在1994年加入弘道會三代目阿部一家、現在為弘道會小笠原一家。

## 歷代總長
- 初代目・小笠原茂巳（二代目弘道會副會長）

## 最高幹部
- 總長・若生肇（二代目弘道會若中）
- 若頭・森英明
- 舎弟頭・沖坂信仁（沖坂組組長）
- 相談役・西山芳彦（三代目梅原興業組長）
- 若頭補佐･大友務津己（二代目福武組組長）